# Ради Радев (диригент)
Ради Василев Радев е български диригент, композитор и офицер от Българската армия.

## Биография

### Образование
През 1986 г. постъпва в Средно музикално училище „Филип Кутев“ – Котел със специалност гъдулка, което завършва през 1991 г. Висшето си музикално образование завършва в Академия за музикално и танцово изкуство в Пловдив със специалности дирижиране и композиция в класа на доц. Стефан Мутафчиев.

### Музикална кариера
Музикалната му кариера започва в ДФА „Тракия“ – Пловдив още като студент. Преминава през БНР, за чийто фонд написва около 400 произведения, от които и аранжименти на песни от репертоара на българските народни певци: Пепа Гривова, Галя Петрова-Киркова, Ваня Вълкова, Женя Казакова, Фанка Койнарова, Пламен Димитров, Любомир Петов, Нели Танева, Славчо Александров и други. Работи и като асистент по камерна музика в АМТИИ – Пловдив. Негови произведения се изпълняват от оркестъра за народна музика на БНР, „Мистерия на българските гласове“, ансамбъл „Тракия“ – Пловдив, ансамбъл „Добруджа“ – Добрич, „Капански ансамбъл“ – Разград и други.
Световният шампион по маршинг-дефилир от Нидерландия за военни духови оркестри „KG“ изпълнява марша „Богоявление“ на подполковник Радев в своята основна конкурсна шоу програма през 2014 г. в САЩ. Той е автор на настоящия шоу-спектакъл „Искри“ на Гвардейския представителен духов оркестър. През 2009 г. дирижира на XIII Международен фестивал на най-добите духови оркестри от цял свят – Санкт Петербург (зала „Ледовая“) През 2010 г. Гвардейският оркестър е поканен от Българската общност на евреите в Израел да изнесе концертна програма, в която голяма част от произведенията са на подп. Радев. От 2008 г. до 2018 г. дирижира спектакъла „Искри“ на Гвардейския представителен духов оркестър на Музикални паради в редица градове в Германия (Берлин, Дрезден, Лайпциг, Магдебург, Хамбург, Кьолн, Мюнхен, Хановер, Франкфурт на Майн и други). През 2017 г. дирижира същия спектакъл „Искри“ в Белгия (Ломел и Остенде).
Главен диригент на I, II и III Международен музикален парад на военните духови оркестри в България през 2014 – 2016 г. в зала „Арена Армеец“ – София. Голяма част от произведенията изпълнени на Музикалните паради, са музика и оркестрации на подполковник Радев.
Член на Съюза на българските композитори.

### Главен диригент на Българската армия
През 2004 г. постъпва след издържан конкурс в Българската армия като диригент на военния духов оркестър на Девета бронетанкова бригада – Горнобанска. От 2007 г. е главен диригент на Гвардейския представителен духов оркестър, а от 2008 г. е назначен за главен диригент на Българската армия и началник на Гвардейския представителен духов оркестър.

## Награди
- Носител на първа награда от Национален конкурс на името на гъдуларя Янко Петров – 1986 г., Гълъбово
- Два пъти носител на целогодишна стипендия на името на Филип Кутев като ученик – 1989 – 1990 и 1990 – 1991 г.
- Лауреат на Национална творческа среща – Плевен 1990 г. на националните музикални училища – Котел, Плевен и село Широка лъка
- Първа награда през 2012 г. от Националния конкурс за написване на марш на името на Дико Илиев – марш „Богоявление“
- Първа награда през 2014 г. от XIV Международен конкурс по композиция 7/8 за написване на произведение по мотиви от българския фолклор – Симфонични вариации „Кирчо на кьошка сидеши“
- Трета награда през 2002 г. на II Международен конкурс по композиция на името на Иван Спасов
- Удостоен със „Златен век“ – печат на цар Симеон Велики – 2014 г. от Министерство на културата
- Носител на награден знак „За отлична служба“ – Втора спетен
- Удостоен с орден „Св. Св. Кирил и Методий“ – първа степен от Президента на Република България през 2015 г., за заслуги към българската музикална култура[2][3]
- „Златна монета“ за принос към развитието на българската култура, връчена от Съвета на Европейската научна и културна общност – 2017 г.[4]
- Обявен за „Почетен гражданин“ на община Тервел – 2019 г.[5]

## Творчество
- „Искал Караджа Гергина“ – песен за народен хор (1994)
- „Носталгия“ – пиеса за народен оркестър (1994)
- „Манда“ – песен за народен хор (1997)
- „Турчин робиня караше“ – песен за народен хор (1998)
- марш „Богоявление“ (2012)
- марш „Освобождението на София“ (2010)
- марш „Боят на Шипка“ (2019)
- марш „Илинденско-Преображенски“ (2018)
- Марш на Военна академия „Г.С.Раковски“ (2020)
- Марш на Военна полиция (2011)
- Симфонични вариации „Кирчо на кьошка сидеши“ (2014)
- Симфонична картина „Странджа“ (2015)
- Симфонична сюита „Българка“ (2017)
- Песен „Български гвардейци“ (2010)
- Песен „Легенда за Сирма войвода“ (2019)
- Песен „Български войници“ (2018)
- „Песен за безименните герои“ (2020)
- Песен „В България иди“ (2019)
- Песен „Дойран помни“ (2020)
- Песен „От векове“ (2020)

## Военни звания
- Лейтенант (2004 – 2006)
- Старши лейтенант (2006 – 2010)
- Капитан (2010 – 2013)
- Майор (2013 – 2017)
- Подполковник (2017)

## Семейство
Подполковник Радев е женен за д-р Галя Грозданова-Радева. Има 2 деца: Стефани-Вели Радева (1997) и Християн Радев (2004)-